# Michail Pekov
Michail Lyubenov Pekov (født 6. august 1941 i Vidin, Bulgarien, død 1. august 2022 i Sofia, Bulgarien) var en bulgarsk komponist og lærer.
Pekov studerede komposition på Sofia State Academy of Music med Veselin Stoyanov. Han tog videregående studier i Leningrad med Vadim Salmanov, og i Budapest hos Emil Petrovics. Pekov har skrevet 10 symfonier, orkesterværker, kammermusik, koncertmusik, opera, vokalmusik, sonater etc. Han underviste i komposition og harmonisering på State Academy of Music.

## Udvalgte værker
- Symfoni nr. 1 (1963) - for orkester
- Symfoni nr. 2 (1974) - for orkester
- Symfoni nr. 3 (1975) - for orkester
- Symfoni nr. 4 (1977) - for orkester
- Symfoni nr. 5 (1983) - for orkester
- Symfoni nr. 6 (1986) - for orkester
- Symfoni nr. 7 (1988) - for strygerorkester
- Symfoni nr. 8 (1993) - for orkester
- Symfoni nr. 9 (1998) - for orkester
- Symfoni nr. 10 (2000) - for orkester